# Trochamminoidae
Trochamminoidae es una familia de foraminíferos bentónicos de la superfamilia Lituotuboidea, del suborden Lituolina y del orden Lituolida. Su rango cronoestratigráfico abarca desde el Triásico medio hasta la Actualidad.

## Discusión
Clasificaciones previas hubiesen incluido Trochamminoidae en el suborden Textulariina del orden Textulariida, o en el orden Lituolida sin diferenciar el Suborden Lituolina.

## Clasificación
Trochamminoidae incluye a los siguientes géneros:
- Sokotina †
- Trochamminoides †

Otro género considerado en Trochamminoidae es:
- Rectotrochamminoides †